# Ашшур-дан I
Ашшур-дан I — цар Ассирії у XII столітті до н. е.

## Правління
Воював з вавилонським царем Забаба-шум-іддіном і захопив кілька міст у районі річки Малий Заб. За його правління Ассирія дещо оговталась від частої зміни правителів.